# Marian Bogusz
Marian Bogusz (25. března 1920, Pleszew – 2. února 1980, Varšava) byl polský malíř, sochař, scénograf a pedagog. Je považován za jednu z nejdůležitějších osobností polského umění a klíčového organizátora uměleckého života v Polsku v letech od konce druhé světové války až do roku 1980.

## Život
Za války byl internován v koncentračním táboře Mauthausen, kde se spřátelil se Zbyňkem Sekalem. Po osvobození tábora zde 4. dubna 1945 uspořádali výstavu s dalším polským spoluvězněm Zbigniewem Dłubakem. Po válce v letech 1946–1948 studoval malbu na Akademii výtvarných umění ve Varšavě (Akademia Sztuk Pięknych w Warszawie) v ateliéru Jana Cybise a Jana Sokołowského.
Bogusz byl významným organizátorem uměleckého dění a přispěl k poválečnému rozvoji polského avantgardního umění. Podílel se na přípravě tří výstav moderního umění (Krakov 1948–49, Varšava 1957 a 1959). Koncem roku 1954 spolu s Andrzejem Zaborowskim , Zbigniewem Dłubakem , Barbarou Zbrożynou a Kajetanem Sosnowskim založil avantgardní skupinu Grupa 55. O rok později, v roce 1956, spoluzaložil v klubu Krzywe Koło ve Varšavě galerii současného umění Galeria Krzywe Koło (Galeria Sztuki Nowoczesnej Krzywe Koło), ve které v červnu 1958 vystavovalo osmnáct členů skupiny Máj 57.
Jeho kontakty s českým prostředím pokračovaly i v 60. letech (Tvůrčí skupiny Konfrontace a Parabola). Roku 1962 vystavoval v Galerii Krzywe Koło Vladimír Boudník a proběhla zde výstava Argumenty 62, kde společně s polskými výtvarníky představili svá (v Československu v té době zakázaná) abstraktní díla Jiří Balcar, Josef Istler, Jan Koblasa, Mikuláš Medek, Robert Piesen a Aleš Veselý.
V 60. letech spolu s Jerzym Fedorowiczem zahájil 1. koszalińský plenér v Osiekách (1963). Kromě toho spoluorganizoval 1. bienále prostorových forem v Elblągu (1965) a v době svého působení na vysoké škole v Lublinu inicioval Lublinská umělecká setkání (1976–1978). Symposia byla programově doprovázena teoretickými přednáškami a jejich deklarovaným cílem bylo držet krok s aktuálním vývojem ve světě. Na dva ročníky sympozií v Elblągu navázal polsko-dánský projekt v dánském Aalborgu, který rovněž organizoval Bogusz. Do Osiek a Elblągu pozval řadu českých a slovenských autorů. Z perspektivy polských dějin umění Biennale Form Przestrzennych w Elblągu otevřelo diskusi na téma přítomnosti umění ve veřejném prostoru. V roce 1965 bylo zrealizováno až 50 objektů a nikde doposud ani v Polsku, a ani ve světe, až na pár vzácných výjimek, není možné obdivovat výsledek takto výjimečně kompaktního a důsledně uskutečněného uměleckého záměru, který i po uplynutí téměř padesáti let od jeho vzniku úspěšně odolává urbanistickému rozvoji města.
Účast Eduarda Ovčáčka na Biennale Form Przestrzennych v Elblągu přímo inspirovalo podobnou akci v Ostravě, o čemž svědčí i převzetí názvu (Mezinárodní sympozium prostorových forem). Účast na sympoziu v Osiekách v roce 1965 a přátelství s Boguszem zase podnítilo k podobné organizační aktivitě Františka Kyncla, která pak vyústila v pardubické sochařské sympozium v umělé hmotě Artchemo.
Bogusz byl roku 1970 účastníkem uměleckého sympozia Wroclaw '70 a prvního (a zároveň posledního) ročníku Mezinárodního malířského sympozia v Roudnici nad Labem, a roku 1978 Mezinárodního trienále kresby ve Vratislavi. Bogusz byl zastoupen v soukromé sbírce Jiřího Koláře a jeho díla vlastní několik českých galerií. Na výstavě polského abstraktního umění v Muzeu umění Olomouc roku 2018 patřil k vrcholům celé přehlídky.

## Dílo
Zkušenost z koncentračního tábora měla rozhodující vliv na jeho přístup k umění. Počátky Boguszovy vlastní tvorby sahají do konce 40. let a byly zprvu inspirovány ruskou avantgardou 20. let. V době, kdy polskému umění dominoval socialistický realismus, se zabýval scénografií a výstavnictvím. Na počátku činnosti skupiny Grupa 55 přišel Bogusz se svou vlastní verzí realismu. Dával svému dílu metaforický smysl a kombinoval expresivitu jazyka, výraznou deformaci figur, objektů a architektury. Tehdy vznikly některé z nejslavnějších obrazů polského umění tohoto období: „Berlín – 1955“, „Helena Weigel jako Matka Kuráž Brechta a Matky Maxima Gorkého“, „Honeggerova liturgická symfonie“, „Einstein“ a poetická kresba „Slunce vzalo záři z mé lampy“.
Bogusz stále hledal nové výrazové prostředky a jednotlivé fáze jeho tvorby trvaly vždy jen krátce – dva nebo tři roky. V šedesátých letech se zabýval strukturální abstrakcí, zaměřoval se na působení reliéfních struktur, textury a barvy. Abstraktní kompozice ze 70. let byly pokusem syntetizovat dřívější práce s konceptem kompozic založených na klasických geometrických tvarech. Jeho experimenty s malířským prostorem dosáhly plného vyjádření v asamblážích na leštěném hliníkovém plechu. Na sympoziu v Roudnici (1970) experimentoval s malbou kouřem.
Velká část jeho uměleckého díla (74 obrazů a 144 děl na papíře) je v Regionálním muzeu v jeho rodném městě Pleszew. Většinu této sbírky věnovala manželka umělce Eulalia Bogusz, která zemřela v roce 1990.

### Zastoupení v českých sbírkách
- Národní galerie v Praze
- Galerie moderního umění v Roudnici nad Labem
- Galerie výtvarného umění v Ostravě
- Památník Lidice

### Výstavy (výběr)
- 1959 Wystawa Malarstwa Phases, Galeria Krzysztofory, Krakov
- 1962 Argumenty 1962, Galeria Sztuki Nowoczesnej Krzywe Koło, Varšava
- 1965 1. biennale form przestrzennych Elblag, Galeria El, Elbląg
- 1970 Výsledky mezinárodního malířského sympozia v Roudnici nad Labem, Galerie Československý spisovatel, Praha
- 1978 Międzynarodowe triennale rysunku / The International Drawing Triennial, Muzeum Architektury we Wrocławiu, Vratislav
- 2001/2002 Jiří Kolář sběratel / Jiří Kolář the Collector, Veletržní palác, Praha
- 2010 Vzpomínka na 1. mezinárodní malířské symposium Roudnice '70, Galerie moderního umění, Roudnice nad Labem
- 2015 Schránka pro ducha, Galerie moderního umění, Roudnice nad Labem (Litoměřice)
- 2018 Abstrakce.PL: Abstrakce v polské malbě 1945–2017, Muzeum umění Olomouc – Muzeum moderního umění, Olomouc